# Theodor Dolezol
Theodor Dolezol (* 18. August 1929 in Duisburg; † 27. Juli 2013) war ein deutscher Jugendbuch-Autor und Journalist.

## Leben und Werk
Theodor Dolezol wurde 1929 in Duisburg geboren. Dolezol besuchte das Gymnasium in Breslau und Düsseldorf. Nach seinem Studium der Theaterwissenschaft, der Neuen Deutschen Literatur, der Psychologie und der Philosophie an den Universitäten Marburg, Bonn und München, arbeitete Dolezol als freier Schriftsteller und Wissenschaftsjournalist.
1969 erschien beim Verlag Carl Ueberreuter schließlich seine erste Publikation mit dem Titel Aufbruch zu den Sternen. 1973 wurde der zweite Band Delphine, Menschen des Meeres veröffentlicht. Es folgten die Sachbücher Planet des Menschen 1975 und Adam zeugte Adam im Jahr 1979. 1976 wurde er für seinen Band Planet des Menschen mit dem Deutschen Jugendliteraturpreis in der Kategorie Sachbuch ausgezeichnet.
Von Mitte der 1960er Jahre bis zur Mitte der 1990er Jahre leitete er wissenschaftliche Themenreihen im Hörfunk. Er war Mitglied des P.E.N. und des TELI.
Seit 1966 war er mit Hannelore Dolezol (geborene Fritsch) verheiratet. Theodor Dolezol lebte zuletzt in München. Er verstarb am 27. Juli 2013 im Alter von 83 Jahren.

## Ehrungen
- 1976: Deutscher Jugendliteraturpreis in der Kategorie Sachbuch

## Werke
- Aufbruch zu den Sternen, Wien: Ueberreuter, 1969
- Delphine, Menschen des Meeres, Wien, Heidelberg: Ueberreuter, 1973
- Planet des Menschen, Wien, Heidelberg: Ueberreuter, 1975
- Adam zeugte Adam, Wien, München: Meyster, 1979